# Marianne des Français
Pour les articles homonymes, voir Lamouche.
La Marianne des Français, appelée usuellement par les philatélistes Marianne de Lamouche, est une série de timbres français d’usage courant mise en vente générale le 10 janvier 2005. Elle a succédé à la Marianne du 14 juillet et est remplacée par la Marianne et l'Europe le 1er juillet 2008. Le dessin est de Thierry Lamouche et a été gravé par Claude Jumelet.

## Description
Le dessin représente Marianne, allégorie de la République, vue de profil comme issue d’une plante (voir les deux feuilles au bas de son cou), portant bonnet phrygien et cocarde. Elle hume l’air. Deux oiseaux dessinés sous forme de « V » volent dans le ciel. L’auteur a voulu illustrer la thématique de l’environnement naturel imposée par le concours.
À l'inverse du projet de Lamouche, le dessin est blanc sur fond de couleur pour faciliter la reconnaissance des valeurs par les employés des postes et les utilisateurs.
Les couleurs des timbres correspondant à des tarifs postaux précis sont organisées :
- dans les tons verts pour le service économique (« écopli ») en régime intérieur,
- dans les tons rouges et roses pour le service prioritaire en régime intérieur,
- dans les tons bleus pour les expéditions vers l'Union européenne.

La mention du pays est « FRANCE ». Celle de l'imprimeur est « ITVF » pour l'Imprimerie des timbres-poste et valeurs fiduciaires de 2005 jusqu'au changement des tarifs du 1er octobre 2006, puis devient « Phil@poste » après le renommage de l'imprimerie en Phil@poste Boulazac de mars 2006.
À l'occasion de cette modification des timbres, le service philatélique de vente par correspondance a proposé une pochette des treize timbres en usage au 1er octobre 2006 avec la nouvelle mention « Phil@poste ». Cette pochette a donné lieu à un des quelques tirages de service de France, c'est-à-dire qui n'ont pas été vendus dans les bureaux de poste. À cause du surcroît de travail dû à l'impression des nouvelles valeurs et d'une défaillance de la presse TD-205 (ex-TD6-5), les trois valeurs TVP vert, TVP rouge et 1 € sont imprimés sur la presse TD6-7 habituellement destinés aux tirages des roulettes et de certains carnets : elle fournit des bandes sans fin de dix timbres de large aux mentions marginales différentes des feuilles habituelles de cent timbres. Pour le timbre d'un euro imprimé sur cette presse, une virole de feuille habituelle a servi. Mais les bandes de phosphore sont quand même imprimés sans fin : elles sont donc visibles sur les marges supérieures et inférieures alors qu'il n'y a pas de timbres.

## Types et sous-types
Généralités.
Au cours de la période d'impression de la Marianne des Français, comme pour la Marianne précédente dite de Luquet, les techniques utilisées ont évolué. Ces évolutions se traduisent par des modifications constantes et visibles liées à la confection des planches d'impression, ou liées à la presse utilisée, appelées usuellement type ou sous-type.
Deux types de techniques de gravures des cylindres d'impression ont été utilisées à partir d'un enregistrement numérique du dessin final du timbre : une gravure électromécanique commandée par ordinateur de la virole pour les presses « taille douce » six couleurs (TD 6) et la « rotative à grand rendement » (RGR 2), toujours en fonction, et à partir de novembre 2004 une photo-gravure numérisée sur polymères pour la presse EPIKOS (ou TD 215).
La principale différence facilement observable sans loupe se situe au niveau de la fleur-cocarde : elle est foncée à lignes empatées pour les timbres issus des presses TD 6, par contre, elle est claire, à lignes fines, pour les timbres produits par la presse TD 215. D'autres différences sont observables au niveau des signatures en bas du timbres. Tous les collectionneurs spécialisés s'accordent donc à distinguer au moins ces deux types de Marianne de Lamouche, appelés ici type IA et type IB.
Certaines valeurs n'existent qu'au type IA, imprimées par les presses TD 6 : 0,55 € ITVF bleu ; 0,58 € ITVF vert olive ; 0,70 € ITVF vert olive ; 0,90 € ITVF bleu foncé ; 1,11 € ITVF rose fuchsia ; 1,90 € ITVF rose foncé, par exemple.
D'autres n'existent qu'au type IB : 0,70 € phil@poste vert olive ; 0,86 € et 0,88 € phil@poste rose clair, par exemple.
Dix des vingt-quatre valeurs existent aux deux types (IA, IB).
Les philatélistes spécialisés débattent pour savoir si la modification volontaire et annoncée par La Poste (ITVF remplacé par Phil@poste) doit conduire à séparer en deux groupes les Marianne de Lamouche, donc à attribuer un numéro d'ordre différent aux timbres de chacun des deux groupes. Certains catalogues ne font pas de distinctions franches, d'autres les considèrent comme deux émissions distinctes, ou comme deux types.
Autres types spécifiques aux carnets et aux blocs souvenirs.
Les carnets mixtes commémoratifs de 10 timbres autoadhésifs de la Marianne de Dulac en 2005, puis celui de la Marianne de Gandon en 2006, utilisent la technique traditionnelle de réalisation de la virole. Les différences constantes visibles ont permis de distinguer un type II. De même le bloc souvenir de dix timbres à dix centimes violet clair avec vignette attenante « Timbre plus », imprimé en Offset, est un type III.
Variations des Coins datés.
L'impression des coins datés, avec l'introduction de codes barres en marge des planches, a aussi évolué. Pour les planches issues des presses TD 6 : jusqu'en juin 2005, sans code barre, la date est disposée classiquement en bas à droite horizontalement. La date de fabrication (ou coin daté) est imprimée transitoirement deux fois pour les tirages effectués durant l'été et l'automne 2005 : les planches comportent alors deux dates identiques : en bas à droite et verticalement dans la marge gauche avec le code barre et la référence comptable. À partir de la fin décembre 2005, les planches ne comportent plus qu'une indication de date : dans la marge gauche verticalement, avec de bas en haut : numéro de planche, presse utilisée, date, code barre et équivalent en chiffres du code barre. Les planches fabriquées avec la presse TD 215 n'ont que ce dernier type de coin daté.

## Émissions
La date de mise en vente générale a été le 10 janvier 2005 pour les timbres de feuille (100 timbres par feuille), les carnets et les timbres de roulette. Les timbres servent en France métropolitaine, en Corse et dans les quatre départements d'outre-mer (Guadeloupe, Guyane, Martinique, La Réunion). Ils servent aussi surchargés du nom des collectivités d'outre-mer concernées : Saint-Pierre-et-Miquelon uniquement pour la Marianne des Français.
Cependant, le timbre est connu sous la forme d'un entier postal à l'intérieur d'un agenda illustré mis à la vente par La Poste en novembre 2004. L'entier est une carte postale pré-affranchie figurant au recto une Marianne enjouée dessinée par Marianne Maury-Kaufmann.
Par ailleurs, au moins un timbre de feuille a été recensé par la presse philatélique française sur une lettre oblitérée du 28 décembre 2004, dans le département des Côtes-d'Armor.

## Sélection du projet

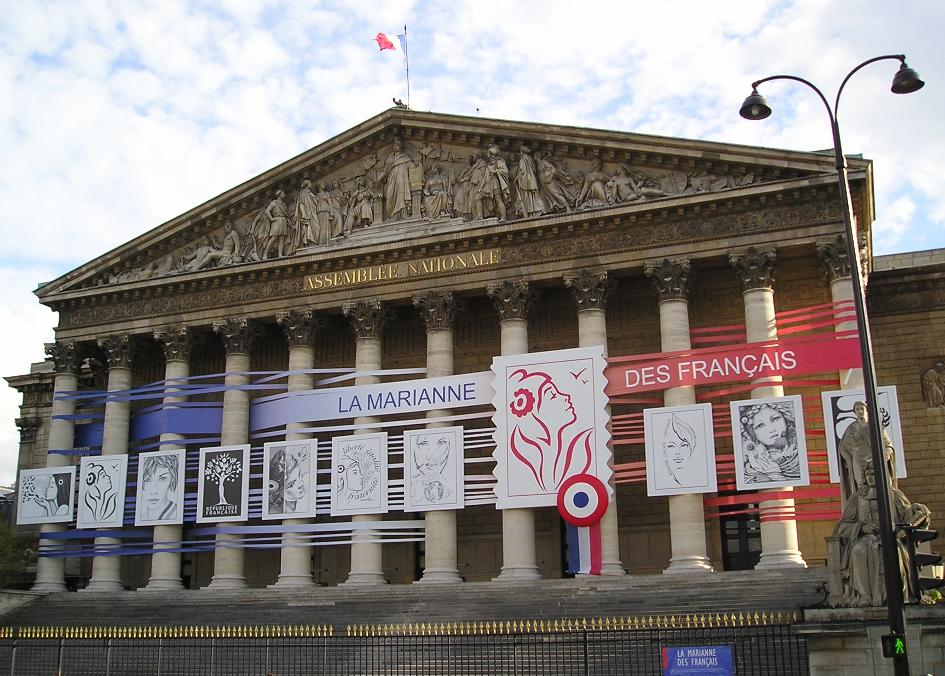
Les dix projets finalistes. La Marianne de Lamouche est en rouge

Le dessin de cette Marianne a été choisi à la suite d'un concours largement ouvert au public : cinquante mille projets environ ont été reçus par La Poste. Cent ont été sélectionnés par plusieurs jurys et un vote public a désigné dix projets qui ont été exposés sur la façade du Palais Bourbon, siège de l'Assemblée nationale, pendant l'été 2004. Parmi ces derniers, le Président de la République a choisi l'œuvre de Thierry Lamouche.
La manifestation du Premier Jour d'émission a eu lieu le 8 janvier 2005 au Palais Bourbon et dans des bureaux temporaires ouverts dans chaque préfecture du pays.

## Carrière
La classification des « Marianne de Lamouche » est l'objet de discussions entre philatélistes, deux approches sont proposées ici : par ordre chronologique ci-dessous, puis par ordre de valeur faciale, plus loin, dans un tableau synthétique, qui complète les informations de cette partie.

### Première série «ITVF»: 10 janvier - 28 février 2005
En remplacement de la « Marianne de Luquet », sans qu'il y ait eu une modification des tarifs en usage, onze nouveaux timbres-poste sont émis.
Une mise en vente anticipée est organisée le samedi 8 janvier à Paris, avec cachet spécial comportant la mention « premier jour », et dans plusieurs villes de France métropolitaine et d'outre-mer, avant la mise en vente générale le lundi 10 janvier 2005.
Cette première série comprend :
1. Trois valeurs d'affranchissements complémentaires : 0,01 € jaune, 0,10 € violet foncé, 1,00 € orange. (Les valeurs complémentaires de 0,02 €, 0,20 €, 0,50 € et 2 € ne sont pas produites contrairement aux Marianne du 14 juillet. La valeur 0,05 € sera émise dans la seconde série).
2. Trois valeurs correspondants aux tarifs du courrier intérieur : un timbre sans valeur (TVP) de couleur rouge (ayant la valeur de 0,50 €) ; 1,11 € rose fuchsia ; 1,90 € rose carminé foncé.
3. Trois valeurs correspondant aux tarifs du courrier non urgent (ou « écopli ») : un timbre sans valeur faciale vert (ayant une valeur de 0,45 €) ; 0,58 € vert olive-jaune ; 0,70 € vert olive.
4. Deux valeurs correspondant aux principaux tarifs du courrier prioritaire pour l'international : 0,75 € bleu clair ; 0,90 € bleu foncé indigo.

Tous ces timbres sont disponibles en feuille de 100 exemplaires, dentelés et gommés, avec la mention « La Marianne des Français » en haut de planche, de la même couleur que le timbre-poste. Les deux timbres sans valeur faciale comportent, en plus, en bas de page la mention dans la couleur d'impression : « Timbre à validité permanente correspondant au premier échelon de poids de L'ECOPLI », pour ceux imprimés en vert, et « Timbre à validité permanente correspondant au premier échelon de poids de LA LETTRE » pour ceux imprimés en rouge.
L'ensemble de ces valeurs, en planches de 100 timbres ou en carnet de 10 TVP rouge, seront surchargées en noir lors d'un tirage spécifique avec la mention « Saint Pierre et Miquelon », et seront mis en vente dans ce territoire le 12 janvier 2005. Il n'existe pas de roulettes avec cette surcharge.
Les timbres à validité permanente sont aussi imprimés en rouleaux conditionné par 500 timbres pour la vente, sans dentelure verticale, avec pour tous les timbres un numéro au dos imprimé en noir.
Les timbres à validité permanente rouge sont aussi émis en carnet de 10 timbres à gomme auto-adhésive, conditionnés en liasse de 100 carnets pour la vente. Ces carnets portent sur leur marge gauche un numéro d'ordre, imprimé en noir à droite, pour la comptabilité. La couverture au dos des timbres a été modifiée plusieurs fois.
Il existe aussi des carnets de 10 timbres TVP rouge pour automates « Sagem » en libres service dans les bureaux de poste, et des carnets de 20 timbres dits « DAB » pour vente par l'intermédiaire des distributeurs automatiques de billets de banque du réseau postal.
Les timbres de cette première série ont été utilisés « seul sur lettre », au tarif, durant un mois et demi. Ils sont relativement peu fréquents, les stocks des « Marianne de Luquet » de la précédente émission ayant été écoulés en priorité aux guichets des bureaux de Poste. Ainsi les timbres sont recherchés sur lettre par les collectionneurs spécialisés. Les timbres TVP rouges autoadhésifs issus de carnets sont très fréquents contrairement à ceux issus de planches de 100 timbres-poste gommés beaucoup plus rares, car de moins en moins utilisés par les entreprises et les particuliers.

### Hors sérieno1: «Solidarité Asie»
Dès le 14 janvier 2005, le timbre à validité permanente rouge (lettre simple) connaît une émission de bienfaisance au profit de la Croix-Rouge. Une surtaxe de 20 centimes (pour 50 centimes de valeur faciale) est appliquée pour financer une opération de traitement et de distribution d'eau potable à Lhokseumawe, en Indonésie, à la suite du tremblement de terre du 26 décembre 2004. Le timbre est un rectangle posé à l'horizontale, du double de la longueur habituelle du timbre : sur la partie gauche, la Marianne des Français rouge et sans valeur ; sur la partie droite, le texte signalant l'objet de la surcharge.

### Deuxième série «ITVF»: tarifs du1ermars 2005
Six nouvelles valeurs sont émises pour correspondre au changement des tarifs du 1er mars 2005, en plus de l'augmentation du prix de vente des deux timbres à validité permanente (TVP) rouge (0,53 €) et vert (0,48 €) (respectivement pour les services normal et économique de la lettre de moins de 20 grammes).
Ces changements concernent principalement les tarifs intérieurs, et l'émission d'un 0,55 euro « bleu Europe » pour le nouveau tarif de la lettre de moins de 20 grammes à destination de tous les pays membres de l'Union européenne, et de la Suisse.
Un bureau temporaire spécial est organisé le mardi 1er mars à Paris, avec cachet spécial comportant la mention « premier jour ».
Cette deuxième série comprend :
1. Une valeur pour les compléments d'affranchissement : 0,05 € brun foncé.
2. Trois nouvelles valeurs correspondant aux nouveaux tarifs du courrier « intérieur » : 0,82 € rose clair (dit vieux rose) ; 1,22 € rose fuchsia ; 1,98 € rose carminé foncé (dit « prune »).
3. Un timbre correspondant au 2e échelon du tarif écopli : 0,64 € vert-olive.
4. Un timbre correspondant au tarif du 1er échelon des lettres à destination de l'Europe, distinct du tarif intérieur à partir du 1er mars : 0,55 € bleu.

Les autres valeurs toujours en usage sont imprimées sans changements, à savoir : les « TVP » rouges et verts, et les valeurs complémentaires : 0,01 € jaune ; 0,10 € violet et 1,00 € orange.
Les six nouvelles valeurs feront l'objet d'un tirage spécial avec une surcharge en noir « Saint pierre et Miquelon », et seront mises en vente dans ce territoire le 23 mars 2005.
Le dixième tirage du timbre à 0,10 € a été imprimé sur un papier lisse très blanc à l'aide de la nouvelle presse EPIKOS (TD 215) modifiant la couleur apparente des timbres en violet clair. À la même période est émis un souvenir philatélique comportant dix timbres à 0,10 € avec chacun une vignette attenante comportant la mention « Timbre plus » avec cette même couleur violet clair pour le timbre.

### Hors sérieno2, premiers timbres comportant la mention: «Phil@poste»
Il a été émis à l'occasion du salon philatélique du mois de juin 2006 deux souvenirs philatéliques :
1. Un timbre ayant une valeur de 5,00 € en argent massif, vendu à l'unité uniquement et sous emballage spécifique.
2. Un bloc-souvenir indivisible personnalisable, vendu 14,40 €, comportant quinze timbres-poste dentelés sur feuillet gommé : les 13 valeurs en cours d'usage, les TVP étant imprimés deux fois sur le bloc. Une vignette est attenante à chaque timbre comportant la mention : « Service philatélique de la Poste, Paris France » entourant le visage de Cérès ou le logo « Les timbres personnalisés ». Une personnalisation de ce bloc en remplaçant le logo du service philatélique pouvait être réalisée durant le salon, puis par correspondance.

Un second tirage sur feuillet autoadhésif a ensuite été commercialisé par correspondance, mais uniquement avec vignette attenante personnalisée.
L'aspect des timbres de ce bloc sont très différents des timbres en planches ou en carnet vendus usuellement aux guichets de la Poste : l'encre est brillante, épaisse et lisse, recouverte d'un vernis.
Un carnet de dix « TVP » rouge autoadhésifs a aussi été imprimé au printemps 2006 avec la nouvelle mention Phil@poste en remplacement de « ITVF » avec une couverture publicitaire pour promouvoir la « Boutique web du timbre ». Il sera vendu à partir d'août 2006 dans les bureaux de poste.

### Troisième série (ou première série «Phil@poste»): tarifs du1eroctobre 2006
Le changement des tarifs postaux conduit au remplacement de certaines des valeurs devenues sans usages : sept timbres seront réalisés correspondants aux principaux nouveaux tarifs. Dans l'ordre croissant : 0,60 € ; 0,70 € ; 0,85 € ; 0,86 € ; 1,15 € ; 1,30 € et 2,11 € . De plus, la couleur du timbre à 0,10 € utilisé comme complément d'affranchissement est modifiée en gris.
Une mise en vente anticipée de ces huit nouvelles valeurs est organisée le dimanche 1er octobre à Paris, avec cachet spécial comportant la mention « premier » jour, avant la mise en vente générale le lundi 2 octobre 2006.
L'ensemble des valeurs antérieures toujours en usage (TVP et complémentaires) sont remplacées au fur et à mesure de l'épuisement des stocks disponibles dans les bureaux de poste par de nouveaux timbres comportant la mention en petits caractères en bas au centre, entre les signatures des auteurs, « Phil@poste » en remplacement de « ITVF ». Cette modification a fait l'objet d'une annonce officielle dès septembre 2006.
Pour pouvoir réaliser des souvenirs philatéliques et satisfaire les commandes des collectionneurs, certaines valeurs ont fait l'objet d'un tirage spécial (ou « tirage de service »), non destiné à la vente aux guichets des bureaux de poste. Les valeurs concernées sont : les deux TVP (vert et rouge) et le 1,00 € orange. Le 0,05 € brun sera imprimé dès octobre.
Avec cette nouvelle présentation, la série comporte donc :
1. Quatre valeurs pour les compléments d'affranchissement : 0,01 € jaune ; 0,05 € brun ; 1,00 € orange comme antérieurement et un timbre de 0,10 € imprimé en gris.
2. Quatre timbres correspondants aux quatre premiers échelons du tarif de la lettre prioritaire (ou tarif normal) : un TVP rouge ; 0,86 € rose clair (dit vieux rose) ; 1,30 € rose fuchsia et 2,11 € rose violacé foncé (ou prune).
3. Deux timbres correspondant aux 1er et 2e échelons du tarif « écopli » (ou non urgent) : un TVP vert et un timbre de 0,70 € vert-olive (qui après avoir disparu dans la série précédente, retrouve un nouvel usage).
4. Trois timbres correspondant aux principaux tarifs prioritaires internationaux : 0,60 € bleu (dit « bleu europe »); 0,85 violet (de l'ancienne couleur du 0,10 €) et 1,15 € bleu clair (dit bleu-cendre).

Les timbres à validité permanente (rouge ou vert) sont aussi imprimés en rouleaux et conditionné par 500 timbres, sans dentelure verticale, avec pour tous les timbres un numéro au dos imprimé en noir pour en faciliter la comptabilité.
Les timbres à validité permanente rouge (au tarif normal en cours) sont aussi émis en carnet de 10 timbres à gomme auto-adhésive. Ces carnets portent sur leur marge gauche un numéro d'ordre, imprimé en noir à droite, pour la comptabilité. La couverture au dos des timbres a été modifiée plusieurs fois. À partir de janvier 2007, les carnets comprennent 12 timbres (voir ci-dessous : « écocarnets »).
Il existe aussi des carnets de 10 timbres TVP rouge pour automates en libre service, et des carnets de 20 timbres pour distributeurs automatiques de billets (carnets DAB) avec la nouvelle mention « Phil@poste ».
Des tirages spéciaux des valeurs nouvelles avec une surcharge « Saint Pierre et Miquelon » en noir seront mis en vente en deux temps le 28 mars 2008 (pour les 0,10 € ; 0,60 € ; 0,70 € ; 0,85 € et 0,86 €) , puis le 20 juin (pour les 1,15 € ; 1,30 € et 2,11 €) dans ce territoire. La valeur complémentaire à 0,01 € jaune au type phil@poste sera aussi fabriquée à la suite de l'épuisement du stock antérieur avec la mention « ITVF » avec la même surcharge.
Le timbre à 0,60 € bleu sera remplacé en janvier 2008 par un timbre à validité permanente, sans valeur faciale, imprimé dans la même couleur. Il sera imprimé en carnet de douze timbres autoadhésifs avec au dos la mention « Prioritaire, Postexport ».

### Hors sérieno3
Un nouveau bloc-souvenir indivisible personnalisable est émis en 2007. Ce bloc-feuillet comporte quinze timbres-poste dentelés sur feuillet gommé : les 13 valeurs en cours d'usage et correspondant aux tarifs du 1er octobre 2007, les TVP étant imprimés deux fois sur le bloc. Une vignette est attenante à chaque timbre comportant la mention : « Service philatélique de la Poste, Paris - France », ce tirage n'existe que sous la forme de feuillet gommé.
Un second tirage sur feuillet auto-adhésif a été commercialisé uniquement avec vignette attenante personnalisée (ou logo privé).

### Quatrième et dernière série (ou deuxième série «Phil@poste»): tarifs du1ermars 2008
Les changements de tarifs du 1er mars 2008 obligent à remplacer six valeurs devenues sans usage. Les timbres à validité permanente (TVP) ne sont pas modifiés ainsi que les valeurs à usage de compléments d'affranchissements.
Le TVP bleu « europe » est à cette occasion imprimé en planche de 100 timbres-poste, avec une mention spécifique de son usage en bas de page, et en roulettes.
Une vente « anticipée » avec cachet spécial premier jour sera organisé à Paris le samedi 1er et le dimanche 2 mars.
L'ensemble des timbres au type Marianne des français (dite de Lamouche) sont remplacés progressivement aux guichets postaux par un nouveau type à compter du 1er juillet 2008, la Marianne et l'Europe à la suite de l'élection du Président de la République. La quatrième série a comme la première une durée de vie officielle brève : 4 mois ici.
Ces timbres se rencontrent sur le courrier jusqu'à la mi 2009 fréquemment, les bureaux de poste vendant en priorité les Mariannes des français pour écoulement des stocks. Les dernières valeurs encore en vente aux guichets sont rappelées pour destruction le 26 juin 2009.
Cette dernière série comprend :
1. Un timbre correspondant au deuxième échelon du tarif intérieur économique dit « écopli » : 0,72 € vert-olive.
2. Trois valeurs pour les lettres au tarif intérieur normal (ou prioritaire) : 0,88 € rose clair (dit vieux rose) ; 1,33 € rose fuchsia et 2,18 € rose carminé foncé (dit prune).
3. Deux valeurs correspondants aux principaux tarifs du courrier international : outre le TVP « bleu europe » déjà mentionné, un timbre à 1,25 € bleu clair (dit bleu cendre).

Les autres valeurs toujours en usage sont imprimées sans changements, à savoir les « TVP » rouges et verts et les valeurs complémentaires : 0,01 € jaune, 0,05 € brun, 0,10 € gris et 1,00 € orange.
Des tirages spéciaux des six nouvelles valeurs avec une surcharge « Saint Pierre et Miquelon » en noir seront mis en vente en le 28 mai 2008 dans ce territoire.

### L'«éco-carnet»
En janvier 2007, un nouveau format de carnet est commercialisé avec une motivation environnementale : l'« éco-carnet ». Dans les mêmes dimensions, il contient douze timbres au lieu de dix habituellement. Le papier est fabriqué à partir de forêts gérées durablement et la colle est sans solvant. Ce format remplace le carnet de dix pour le timbre à validité permanente rouge (lettre prioritaire intérieure de moins de 20 grammes) en janvier 2007, puis étendu au TVP bleu (même lettre à destination de la première zone internationale, principalement l'Union européenne) en janvier 2008.

## Tableau synthétique des émissions
Légendes, abréviations :
Types.
Sont indiqués ici uniquement les types pour les timbres dentelés gommés issus de planches de 100 exemplaires.
- ITVF-IA : cocarde foncée (TD 6 ou TD 205/201/207) , imprimerie ITVF
- ITVF-IB : cocarde claire (TD 215), imprimerie ITVF
- Phil@-IA : cocarde foncée (TD 6 puis TD 205/201/207) , imprimerie Phil@poste Boulazac.
- Phil@-IB : cocarde claire (TD 215), imprimerie Phil@poste Boulazac.

Les autres types spécifiques des carnets autoadhésifs, des roulettes ou des souvenirs philatéliques ne sont pas indiqués ici.
Tarifs.
- tarifs économiques : appelés par La Poste « écopli » (envoi d'une lettre au tarif lent), employé dans ce tableau à destination de la France ; il existe également des tarifs d'affranchissement au tarif économique pour l'étranger.
- « TVP » : abréviation de « timbre à validité permanente » (aucune valeur faciale mentionnée).

Zones des tarifs internationaux (du 1er mars 2005 au 30 septembre 2006) :
- Les tarifs intérieurs s'appliquent également aux envois vers Andorre, Monaco ; et vers les DOM-TOM jusqu'à 20 grammes, au-delà s'applique un complément pour l'expédition en poste aérienne.
- Zone A : lettre de métropole vers les pays de l'Union européenne (plus Liechtenstein, Saint-Marin, Suisse et Vatican).
- Zone B : lettre de métropole vers les pays de l'Europe hors Union européenne et l'Afrique.
- Zone C : lettre de métropole vers l'Amérique, l'Asie et l'Océanie.

Le 1er octobre 2006, il reste deux zones :
- Zone 1 : lettre de métropole vers les pays de l'Union européenne (plus Liechtenstein, Saint-Marin, Suisse et Vatican).
- Zone 2 : reste du monde.

Les valeurs de cette Marianne comprennent quelques valeurs d'appoint (1 c., 5 c., 10 c. et 1 €) et des valeurs correspondant à plusieurs tarifs économiques, intérieur ou internationaux, parmi les plus utilisés.
Ce tableau a son utilité pour les collectionneurs car il permet :
- d'identifier un timbre à partir de sa valeur et de sa couleurs :
- de vérifier si une lettre est correctement affranchie, ce qui peut lui donner une valeur aux yeux des collectionneurs ou de juges d'expositions philatéliques.

| Valeur faciale et couleur                                     | Types                             | Dates d'émission et de retrait     | Usages                                                                                                | Commentaires |  |
| ------------------------------------------------------------- | --------------------------------- | ---------------------------------- | --- | --- |  |
| Timbres à validité permanente et sans valeur faciale chiffrée |                                   |                                    | | |  |
| TVP vert clair                                                | ITVF-IA ITVF-IB Phil@-IA Phil@-IB | 10 janvier 2005 - 20 fev. 2009     | tarif économique jusqu'à 20 g                                                                         | 0,45 € au 10 janvier 2005 0,48 € au 1er mars 2005 0,49 € au 1er octobre 2006 Disponible en feuille et roulette                                                                            |  |
| TVP rouge                                                     | ITVF-IA ITVF-IB Phil@-IA          | 10 janvier 2005 - 20 fev. 2009     | lettre simple jusqu'à 20 g vers France lettre simple vers l'Europe occidentale jusqu'au 1er mars 2005 | 0,50 € au 10 janvier 2005 0,53 € au 1er mars 2005 0,54 € au 1er octobre 2006 Disponible en feuille, carnet et roulette                                                                    |  |
| TVP bleu « Europe »                                           | Phil@-IA                          | 2 janvier 2008 - 26 juin 2009      | lettre simple jusqu'à 20 grammes vers zone 1                                                          | 0,60 € le 2 janvier 2008 (tarif du 1er octobre 2006) 0,65 € le 1er mars 2008 Disponible en carnet dès janvier 2008. Disponible en feuille le 1er mars 2008 et en roulette le 6 mars 2008. |  |
| Timbres à valeur faciale chiffrée                             |                                   |                                    | | |  |
| 0,01 € jaune                                                  | ITVF-IA ITVF-IB Phil@-IA Phil@-IB | 10 janv. 2005 - 20 fev. 2009       | valeur de complément                                                                                  | Exemple : après changement des tarifs en mars 2004 |  |
| 0,05 € bistre                                                 | ITVF-IA ITVF-IB Phil@-IA Phil@-IB | 1er mars 2005 - 20 fev. 2009       | valeur de complément                                                                                  | |  |
| 0,10 € violet                                                 | ITVF-IA ITVF-IB                   | 10 janvier 2005 - 29 déc. 2006     | valeur de complément                                                                                  | Remplacé par le 0,10 € gris. Le violet devient la couleur du 0,85 €. |  |
| 0,10 € gris                                                   | Phil@-IA Phil@-IB                 | 2 octobre 2006 - 20 fev. 2009      | valeur de complément                                                                                  | |  |
| 0,55 € bleu « Europe »                                        | ITVF-IA                           | 1er mars 2005 - 29 décembre 2006   | lettre simple jusqu'à 20 g vers zone A                                                                | décrochage d'avec le tarif de la lettre simple France Disponible en feuille (mars 2005) et roulette (juillet 2005) tarif jusqu'au 1er octobre 2006                                        |  |
| 0,58 € vert jaune ou jaune olive                              | ITVF-IA                           | 10 janvier 2005 - 29 juillet 2005  | tarif économique de 20 à 50 g                                                                         | tarif jusqu'au 1er mars 2005 |  |
| 0,60 € bleu « Europe »                                        | Phil@-IA                          | 2 octobre 2006 - 20 fev. 2009      | lettre jusqu'à 20 g vers la zone 1                                                                    | tarif du 1er octobre 2006 tarif jusqu'au 1er mars 2008 Disponible en feuille et roulette                                                                                                  |  |
| 0,64 € vert clair                                             | ITVF-IA ITVF-IB                   | 1er mars 2005 - 29 décembre 2006   | tarif économique de 20 à 50 g                                                                         | tarif du 1er mars 2005 tarif jusqu'au 1er octobre 2006 |  |
| 0,70 € vert olive                                             | ITVF-IA                           | 10 janvier 2005 - 29 juillet 2005  | tarif économique de 50 à 100 g                                                                        | |  |
| 0,70 € vert olive                                             | Phil@-IB                          | 2 octobre 2006 - 20 fev. 2009      | tarif économique de 20 à 50 g                                                                         | tarif du 1er octobre 2006 tarif jusqu'au 1er mars 2008 |  |
| 0,72 € vert olive                                             | Phil@-IA                          | 1er mars 2008 - 26 juin 2009       | tarif économique de 20 à 50 g                                                                         | tarif du 1er mars 2008 |  |
| 0,75 € bleu ciel                                              | ITVF-IA                           | 10 janvier 2005 - 29 décembre 2006 | lettre de 20 à 50 g vers France lettre jusqu'à 20 g vers zone B                                       | tarif intérieur jusqu'au 1er mars 2005 tarif étranger jusqu'au 1er octobre 2006 |  |
| 0,82 € vieux rose                                             | ITVF-IA ITVF-IB                   | 1er mars 2005 - 29 décembre 2006   | lettre de 20 à 50 g vers France                                                                       | tarif du 1er mars 2005 tarif jusqu'au 1er octobre 2006 |  |
| 0,85 € violet                                                 | Phil@-IA                          | 2 octobre 2006 - 20 fev. 2009      | lettre jusqu'à 20 g vers la zone 2                                                                    | tarif du 1er octobre 2006 |  |
| 0,86 € vieux rose                                             | Phil@-IB                          | 2 octobre 2006 - 20 fev. 2009      | lettre de 20 à 50 g vers France                                                                       | tarif du 1er octobre 2006 tarif jusqu'au 1er mars 2008 |  |
| 0,88 € vieux rose                                             | Phil@-IB                          | 1er mars 2008 - 26 juin 2009       | lettre de 20 à 50 g vers France                                                                       | tarif du 1er mars 2008 |  |
| 0,90 € bleu marine                                            | ITVF-IA                           | 10 janvier 2005 - 29 décembre 2006 | lettre jusqu'à 20 g vers zone C                                                                       | tarif jusqu'au 1er octobre 2006 |  |
| 1,00 € orange                                                 | ITVF-IA ITVF-IB Phil@-IA          | 10 janvier 2005 - 20 fev. 2009     | lettre de 20 à 40 g vers zone A                                                                       | |  |
| 1,11 € fuchsia                                                | ITVF-IA                           | 10 janvier 2005 - 29 juillet 2005  | lettre de 50 à 100 g vers France                                                                      | tarif jusqu'au 1er mars 2005 |  |
| 1,15 € bleu ciel                                              | Phil@-IA                          | 2 octobre 2006 - 20 fev. 2009      | lettre de 20 à 50 g vers zone 1                                                                       | tarif du 1er octobre 2006 tarif jusqu'au 1er mars 2008 |  |
| 1,22 € fuchsia                                                | ITVF-IA                           | 1er mars 2005 - 29 décembre 2006   | lettre de 50 à 100 g vers France                                                                      | tarif du 1er mars 2005 tarif jusqu'au 1er octobre 2006 |  |
| 1,25 € bleu ciel                                              | Phil@-IA                          | 1er mars 2008 - 26 juin 2009       | lettre de 20 à 50 g vers zone 1                                                                       | tarif du 1er mars 2008 |  |
| 1,30 € fuchsia                                                | Phil@-IA                          | 2 octobre 2006 - 20 fev. 2009      | lettre de 50 à 100 g vers France                                                                      | tarif du 1er octobre 2006 tarif jusqu'au 1er mars 2008 |  |
| 1,33 € fuchsia                                                | Phil@-IA                          | 1er mars 2008 - 26 juin 2009       | lettre de 50 à 100 g vers France                                                                      | tarif du 1er mars 2008 |  |
| 1,90 € rouge brun                                             | ITVF-IA                           | 10 janvier 2005 - 29 juillet 2005  | lettre de 100 à 250 g vers France tarif économique jusqu'à 100 g vers zone C                          | tarif France jusqu'au 1er mars 2005 |  |
| 1,98 € rouge brun                                             | ITVF-IA ITVF-IB                   | 1er mars 2005 - 29 décembre 2006   | lettre de 100 à 250 g vers France                                                                     | tarif du 1er mars 2005 tarif jusqu'au 1er octobre 2006 |  |
| 2,11 € rouge brun                                             | Phil@-IB                          | 2 octobre 2006 - 20 fev. 2009      | lettre de 100 à 250 g vers France                                                                     | tarif du 1er octobre 2006 tarif jusqu'au 1er mars 2008 |  |
| 2,18 € rouge brun                                             | Phil@-IB                          | 1er mars 2008 - 26 juin 2009       | lettre de 100 à 250 g vers France                                                                     | tarif du 1er mars 2008 |  |
| 5,00 € argent                                                 | spécifique                        | 17 juin 2006 - 14 décembre 2007    | valeur de complément                                                                                  | émis pendant le Salon du timbre et de l'écrit |  |

Les derniers timbres encore en vente aux guichets au type « Lamouche » sont rappelés pour destruction le 26 juin 2009.

## Autre utilisation
En janvier 2005, un crayonné de Thierry Lamouche est offert sous forme de carte postale aux abonnés de Philinfo, un magazine de La Poste. Ce figuré est offert sous forme de fac-similé en octobre 2005 avec le livre Chronique du timbre-poste français (éditions Chronique et La Poste).